# اکبرآباد (مشکان)
اکبرآباد روستایی در دهستان مشکان بخش مشکان شهرستان نی‌ریز استان فارس می‌باشد.

## جمعیت
جمعیت این روستا در سرشماری عمومی نفوس و مسکن سال ۱۳۹۵ مساوی ۲۱ نفر و ۸ خانواده بوده‌است.

## کشاورزی
در این روستا برای اولین بار به صورت اورگانیک کلم بروکلی در گلخانه تولید شد.